# Eldfast keramisk fiber
Eldfast keramisk fiber är vanligt förekommande som isolering för högtemperaturapplikationer (främst ugnar) inom exempelvis glas- och stålindustri. Keramiska fibrer kännetecknas av låg densitet och högt termo-chock-motstånd, men också av låg hållfasthet och stor krympning.
Likt asbest misstänks keramiska fibrer kunna orsaka lungsjukdomar och cancer. 